# Les Missiles
Pour les articles homonymes, voir missile (homonymie).
Les Missiles est un groupe de chanteurs, natifs d'Oran (Algérie), dans les années 1960, célèbre pour une chanson Sacré dollar en 1963.
Le groupe est formé de Bernard Algarra au chant et à la guitare solo, Emmanuel « Manu » Gonzalez à la guitare rythmique, Robert Suire à la guitare basse et Bernard « Micky » Ségura à la batterie. Bien qu'ils aient été cinq, ils n'apparaissaient souvent qu'à quatre sur les photos, en particulier de leurs disques, et dans l'essentiel de leurs clips Scopitone.

## Discographie
- 1963 - Le roi des fous
- 1963 - Sacré dollar
- 1963 - Je sais que tu triches
- 1964 - Quand on est jeune
- 1964 - Fume, fume, fume
- 1964 - Pas aujourd'hui
- 1964 - Les Missiles se déchaînent (Cache-toi vite)
- 1965 - Une porte s'est ouverte
- 1965 - C'n'est pas nécessairement ça
- 1965 - Je n'en veux pas d'autre que toi
- 1966 - Deux mois, c'est long